# Trianthema compacta
Trianthema compacta är en isörtsväxtart som beskrevs av Cyril Tenison White. Trianthema compacta ingår i släktet Trianthema och familjen isörtsväxter. Inga underarter finns listade i Catalogue of Life.